# Localiza
Localiza ist ein brasilianisches Unternehmen mit Sitz in Belo Horizonte im Bundesstaat Minas Gerais, das sich auf Autovermietung spezialisiert hat. Es hat 594 Niederlassungen in den großen Städten und Flughäfen in Brasilien sowie in Argentinien, Paraguay, Ecuador, Bolivien, Kolumbien, Peru, Uruguay und Chile. Neben der Vermietung ist Localiza auch im Bereich des Leasings und Fuhrparkmanagements tätig und wickelt den Verkauf von Gebrauchtwagen über ein Franchising-Tochterunternehmen ab.
Das Unternehmen wurde am 20. Mai 2005 an der brasilianischen Börse Bovespa notiert.
Es wurde im Jahr 1973 nach dem ersten Ölschock gegründet und startete mit sechs gebrauchten Volkswagen und hat zurzeit mehr als 7.000 Mitarbeiter, über 584 Agenturen und (Stand 2018) eine Flotte von über 222.000 Fahrzeugen. Es vermietet Autos der Marken Volkswagen, Fiat, Renault, Chevrolet, Jeep und weiteren Automobilunternehmen. Localiza konkurriert in Lateinamerika mit Movida, Locamerica-Unidas und anderen Autovermietungen.
Im Jahr 1984 führte Localiza als Reaktion auf die Schuldenkrise des Jahres 1983 die Franchise-Strategie ein.
Localiza begann im Jahre 1991, seine gebrauchten Autos direkt an den Endverbraucher zu verkaufen. Diese Art des Verkaufs erlaubte dem Unternehmen, seine Abschreibungskosten zu reduzieren und die Einnahmen für die Erneuerung der Fahrzeugflotte zu generieren.